# Томаш Боровський
Томаш Боровський (пол. Tomasz Borowski; 15 квітня 1970) — польський боксер, призер чемпіонату світу серед аматорів.

## Аматорська кар'єра
На чемпіонаті Європи 1989 в категорії до 67 кг програв у першому бою Роберто Веліну (Швеція).
На чемпіонаті світу 1995 в категорії до 75 кг завоював срібну медаль.
- В 1/16 фіналі переміг Еріка Бруней (Словаччина) — 9-1
- В 1/8 фіналу переміг Сергія Савицького (Білорусь) — 7-1
- У чвертьфіналі переміг Альберта Папілая (Індонезія) — 6-2
- У півфіналі переміг Мухаммеда Месбахі (Марокко) — 5-4
- У фіналі програв Аріелю Ернандес (Куба) — 2-6

На чемпіонаті Європи 1996 програв в першому бою Жолту Ердеї (Угорщина).
На Олімпійських іграх 1996 здобув перемоги над Мухаммедом Месбахі (Марокко) — 9-6 і Хірокуні Мото (Японія) — 11-6, а у чвертьфіналі програв Маліку Бейлероглу (Туреччина) — 12-16.
На чемпіонаті світу 1997 в категорії до 81 кг програв у другому бою Олександру Лебзяку (Росія).